# Bouilly (Marne)
Bouilly é uma comuna francesa na região administrativa do Grande Leste, no departamento de Marne. Estende-se por uma área de 5.64 km², e possui 210 habitantes, segundo o censo de 2018, com uma densidade de 37 hab/km².